# 레트나 공원

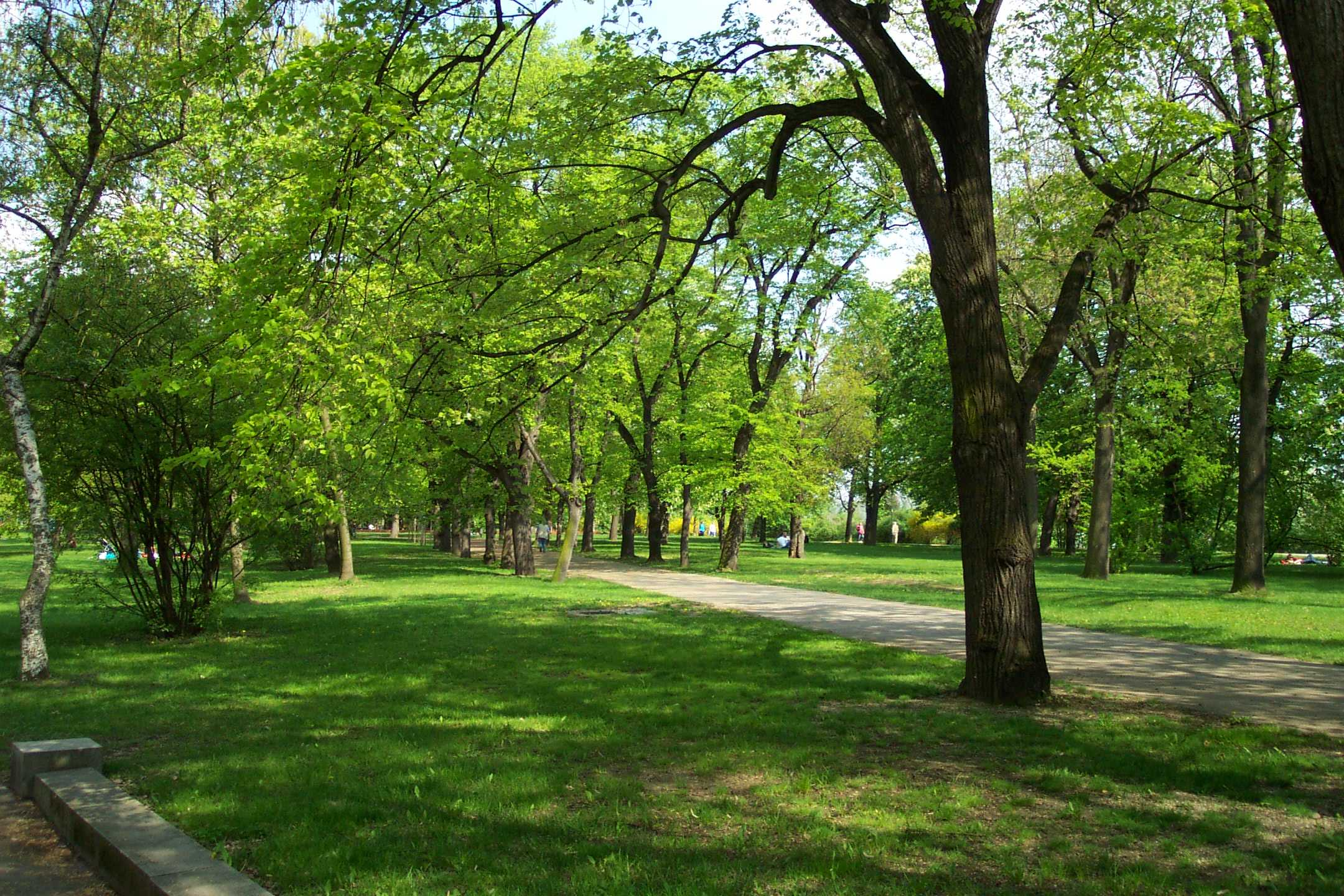
레트나 공원

레트나 공원(체코어: Letenské sady)은 체코 프라하 블타바강을 따라 가파른 제방 위의 고원에 있는 레트나 언덕에 있는 공원이다. 레트나 공원에서는 프라하의 구시가지의 전망을 볼 수 있다.
1955년에 레트나 공원 가장자리에 이오시프 스탈린을 기리는 대형 기념비가 세워졌다. 이 동상은 1962년에 파괴되었고 지금은 프라하 메트로놈이 그 자리에 있다.